# Polityka intraregionalna
Podmiotem polityki intraregionalnej są władze regionalne. Programują one i prowadzą daną politykę w regionach. Wzrost znaczenia polityki intraregionalnej związany jest z opinią, iż każdy region powinien przede wszystkim troszczyć się o swoje sprawy, a później występować o niezbędne wsparcie organów rządowych.
Polityka ta powinna uwzględniać założenia polityki interregionalnej. Głównym celem jest budowanie działalności endogenicznych regionu na przestrzeni gospodarki, kultury, społeczeństwa.